# 박예린
박예린(2013년 1월 5일 ~ )는 대한민국의 배우이다.

## 출연 작품

### 드라마
- 2020년 SBS 금토 드라마 《날아라 개천용》 ... 이현 역
- 2021년 KBS2 수목 드라마 《대박부동산》 ... 별이 역
- 2021년 KBS2 수목 드라마 《학교 2021》 ... 진지원 역 (조이현 아역)
- 2022년 MBC 저녁 일일연속극 《비밀의 집》 ... 우솔 역
- 2022년 JTBC 수목 미니시리즈 《그린마더스 클럽》 ... 수인 역
- 2022년 왓챠 오리지널 시리즈 《사막의 왕》 ... 서은 역
- 2023년 TvN 토일 드라마 《구미호뎐1938》 ... 류홍주 역 (김소연 아역)

### 영화
- 2021년 영화 《승리호》 ... 꽃님이 역
- 2023년 영화 《왕을 찾아서》 ... 덕진 역
- 2023년 영화 《3일의 휴가》 ... 어린 진주 역